# Sigeberto III
Sigeberto III (631 — 656 ou 660) foi rei da Austrásia de 634 até sua morte provavelmente em 1º de Fevereiro de 656, ou talvez um pouco depois em 660. Ele era o filho mais velho de Dagoberto I.
Para satisfazer a aristocracia austrasiana, que possuía uma certa autonomia, o pai de Sigeberto lhe entregou o reino da Austrásia embora este permanecesse parte do reino franco. Com a morte de Dagoberto, Sigeberto governou a Austrásia independentemente, livre sem qualquer sujeição à Nêustria.
Ele tentou em vão adicionar a Turíngia ao seu reino, mas foi derrotado pelo duque Radulfo em 640. Apesar de ter apenas dez anos de idade, ele estava liderando seu exército. A Crônica de Fredegar registra que ele chorava enquanto cavalgava na estrada. Disso, nós podemos supor que, ao menos em parte, a queda da dinastia merovíngia foi resultado dos governos infantis, por Sigeberto e seu irmão mais jovem Clóvis II, que governava a Nêustria, serem pré-adolesncentes que não poderiam lutar no campo de batalha e que seus regentes conseguiam deles o que os interessasse.
Foi sob seu reinado que o prefeito do palácio passou a ser o cargo mais importante na vida política da Austrásia. O então prefeito, Grimoaldo, filho de Pepino de Landen, conseguiu convencer o rei a adotar seu filho Quildeberto. Quando Sigeberto finalmente teve um filho legítimo, o futuro Dagoberto II, o prefeito do palácio se sentiu ameaçado e, com a morte de Sigeberto, ele exilou o jovem Dagoberto na Irlanda. Os restos mortais de Sigeberto, violados durante a Revolução Francesa, estão preservados na catedral de Nancy.
Note-se que ele é descrito como o primeiro roi fainéant - rei fantoche - da dinastia merovíngia.

## Pais
♂ Dagoberto I (◊ 604 † 639)
♀ Ragnetrude (◊ 608 † ?)

## Casamentos e filhos
- em 647 com Himnequilda da Borgonha (◊ c. 625 † depois de 672)

1. ♀ Biliquilda (◊ 651 † c. 675)
2. ♂ Dagoberto II (◊ c. 652 † 679)[1]

## Filho adotivo
1. ♂ Quildeberto, o Adotado de Landen (◊ c. 640 † 662)[1]